# Муель
Муель (ісп. Muel) — муніципалітет в Іспанії, у складі автономної спільноти Арагон, у провінції Сарагоса. Населення — 1385 осіб (2010).
Муніципалітет розташований на відстані близько 250 км на північний схід від Мадрида, 26 км на південний захід від Сарагоси.
На території муніципалітету розташовані такі населені пункти: (дані про населення за 2010 рік)
- Ла-Естасьйон: 0 осіб
- Муель: 1287 осіб
- Вірхен-де-ла-Фуенте: 18 осіб
- Монтесоль: 36 осіб
- Паркемуель: 44 особи

## Демографія
Динаміка населення (INE ):